# Монльё-ла-Гард
Монльё-ла-Гард (фр. Montlieu-la-Garde) — коммуна во Франции, находится в регионе Пуату — Шаранта. Департамент коммуны — Шаранта Приморская. Входит в состав кантона Монльё-ла-Гард. Округ коммуны — Жонзак.
Код INSEE коммуны — 17243.

## Население
Население коммуны на 2010 год составляло 1341 человек.
| 1962 | 1968 | 1975 | 1982 | 1990 | 1999 | 2010 |
| ---- | ---- | ---- | ---- | ---- | ---- | ---- |
| 1516 | 1469 | 1317 | 1289 | 1326 | 1281 | 1341 |